# 高松啓二
高松 啓二（たかまつ けいじ、1948年1月18日 - ）は、日本の経営者。近鉄百貨店社長を務めた。

## 経歴
大阪府大阪市出身。1973年に早稲田大学政治経済学部を卒業し、同年に近畿日本鉄道に入社。2004年6月に執行役員に就任し、2007年6月に常務、2012年6月に副社長を経て、2013年7月に近鉄百貨店副社長に就任し、2014年5月には社長に昇格。2019年3月に相談役に就任。